# Gustavsberg
Gustavsberg, también escrito en sueco antiguo Gustafsberg, es una ciudad pequeña en la isla de Värmdö en el archipiélago de Estocolmo, al este de Estocolmo. Con una población de 11.333 habitantes es el centro administrativo y la mayor ciudad de Värmdö.
En Gustavsberg hay una fábrica que hace productos de porcelana que ha tenido diseñadores famosos como Stig Lindberg.

## Comunicaciones
La carretera secundaria 222 como vía rápida pasa al sur de Gustavsberg. La carretera va a Estocolmo desde Vaxholm y pasa por Gustavsberg. Hay medios de transportes públicos en forma de autobuses de la empresa pública Storstockholms Lokaltrafik. Los autobuses van a Estocolmo, y pasan por el municipio Nacka, que está situado entre Gustavsberg y Estocolmo.

## Geografía

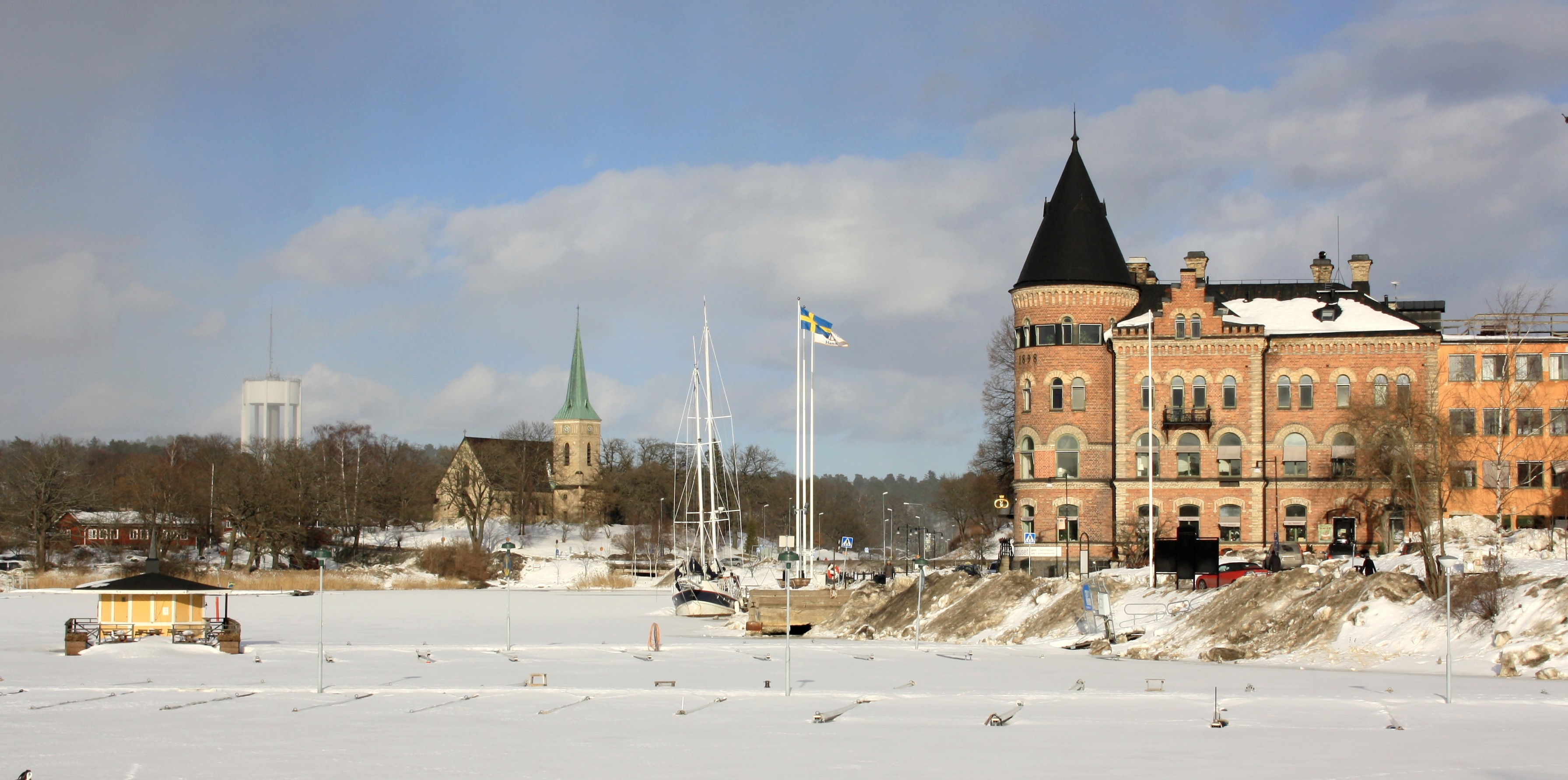
El puerto de la caleta Farstaviken. Los edificios en la derecho de la foto son de la fábrica.

Gustavsberg está situada en el parte occidental de la isla de Värmdö, al oeste cerca de la isla de Ormingelandet. Hasta los cuarenta hubo 3 lagos pequeños en Gustavsberg, que estaban conectadas por un arroyo grande. El arroyo iba desde el lago Ösby träsk al este, a la caleta de Farstaviken al oeste. En los cuarenta y los cincuenta el arroyo y los lagos se rellenaron por la renovación y construcción del centro de la ciudad.
Las urbanizaciones en Gustavsberg son Höjdhagen, Hästhagen, Munkmora, Lugnet, Björnkärret, Bortre Hästhagen, Holmviksskogen, Ösbydalen y Farsta Slott.

## Historia
En el principio la ciudad se llamó Farsta, pero el dueño de la casa solariega Farsta Slott, Gabriel Oxenstierna cambió el nombre en honor de su padre Gustaf Oxenstierna. Literalmente Gustavsberg significa “montaña de Gustav” en sueco.

## La fábrica de porcelana
La historia propia de Gustavsberg empezó en 1825 cuando se fundó la fábrica. La pequeña ciudad industrial creció rápidamente y Gustavsberg fue gobernada por terratenientes progresivos que hicieron de Gustavsberg una ciudad modelo. Uno de los terratenientes más importantes es Wilhelm Odelberg (1824-1924) que gobernó Gustavsberg desde 1869 hasta su muerte en 1924. También fue un parlamentario conservador. Gobernó Gustavsberg en un ánimo patriarcal, y para evitar intromisiones de políticos de Värmdö kommun se aseguró de que Gustavsberg fuera un municipio propio en 1902. Las condiciones de los trabajadores eran tan buenas en la fábrica que un sindicato no fue creado hasta que 1919, una generación más tarde que en el resto de Suecia, cuya creación era indeseada por la dirección de la fábrica. En 1938 se vendió la fábrica a KF, el cooperativo de Gustavsberg.